# Ophiotholia gibbosa
Ophiotholia gibbosa is een slangster uit de familie Ophiacanthidae.
De wetenschappelijke naam van de soort werd in 1992 gepubliceerd door Nina M. Litvinova.